# Alberto Martínez Píriz
Alberto Ariel Martínez Píriz (30 de julio de 1950 en Rocha, Uruguay - 1 de diciembre de 2009 en Montevideo, Uruguay) fue un futbolista uruguayo nacionalizado austríaco. Jugaba de centrocampista y su primer club fue Peñarol.

## Carrera
Comenzó su carrera en 1968 jugando para el Rampla Juniors F. C. y paso en 1970 para Peñarol. Jugó para ese club hasta 1973. En ese año se fue a Austria en donde obtuvo la nacionalidad de ese país, para jugar en el Austria Viena. Jugó para el club hasta 1978. Ese año se pasó al Wiener SC, en donde jugó hasta 1979. 
En 1979 se pasó al FC Linz. Jugó para ese equipo hasta 1980. En ese mismo año regresó al Wiener SC. Jugó ahí hasta 1982, cuando en ese año se fue a España para formar parte del UD Las Palmas. Jugó para el equipo hasta el año 1983. En ese año, tras jugar por un tiempo en España, Alberto regresó a Austria para formar parte del Favoritner AC, en donde se retiró en el año 1985.

## Fallecimiento
Falleció el 1 de diciembre de 2009 en su país natal debido a un ataque al corazón.

## Familia
Su hijo es el austríaco nacionalizado uruguayo Sebastián Martínez.

## Clubes
| Club          | País    | Año       |
| ------------- | ------- | --------- |
| Peñarol       | Uruguay | 1970-1973 |
| Austria Viena | Austria | 1973-1978 |
| Wiener SC     | Austria | 1978-1979 |
| Linz          | Austria | 1979-1980 |
| Wiener SC     | Austria | 1980-1982 |
| UD Las Palmas | España  | 1982-1983 |
| Favoritner AC | Austria | 1983-1985 |